# Ansteckende Gebärmutterentzündung des Pferdes
Die Ansteckende Gebärmutterentzündung des Pferdes (Kontagiöse Equine Metritis, englisch Contagious Equine Metritis, CEM) ist eine ansteckende Deckseuche bei Pferden, die vom Bakterium Taylorella equigenitalis verursacht wird.
Die CEM ist wegen ihrer leichten Übertragbarkeit eine sehr ernstzunehmende Krankheit. Auch die Tatsache berücksichtigend, dass Stuten nur saisonal deckbereit sind, kann die CEM schwere Folgen auf die Fortpflanzungseffizienz von Zuchttieren haben.
Vollblüter scheinen empfänglicher für die Krankheit zu sein als andere Pferde. Da einzelne Tiere symptomlos bleiben, ist die Krankheit schwierig zu kontrollieren. Nach bisherigen Erkenntnissen ist die CEM nicht auf Menschen übertragbar.

## Geschichte
Der erste Fall wurde 1977 in Newmarket  (Großbritannien) diagnostiziert. Durch die heimtückische Natur der Krankheit ist es schwierig, ihren Ursprung und ihre Verbreitung zu bestimmen.
Folgende Länder sind wahrscheinlich von der CEM betroffen: Die EU-Länder Belgien, Dänemark, Deutschland, Finnland, Frankreich, Griechenland, Großbritannien, Irland, Italien, Kroatien, Luxemburg, die Niederlande, Österreich, Slowenien, Schweden, Slowakei und Tschechien, die Nicht-EU-Länder Bosnien-Herzegowina, Mazedonien, Montenegro, Norwegen, die Schweiz und Serbien sowie die außereuropäischen Länder Guinea-Bissau und Japan.

## Übertragung
Die CEM wird üblicherweise direkt durch den Geschlechtsakt übertragen. Sie kann allerdings auch indirekt durch die künstliche Besamung oder über Vektoren wie kontaminierte Hände oder Instrumente übertragen werden. Ausbrüche finden häufig in Zuchteinrichtungen statt, wo viele Pferde zusammenkommen.
Unentdeckte Krankheitsträgerstuten und -hengste sind die Infektionsquelle für akute Ausbrüche. Während der Zuchtsaison kann ein Trägerhengst zahlreiche Stuten infizieren, bevor die Krankheit überhaupt entdeckt wird.

## Klinische Symptome
Der Erstkontakt mit der Krankheit führt üblicherweise zu Unfruchtbarkeit. Eine infizierte Stute kann nicht aufnehmen oder spontan abortieren (erkennbar an einem frühen Wiederkehren der Rosse nach dem Deckakt). Aborte durch die CEM sind jedoch selten. Hengste haben keine klinischen Symptome, können aber die Bakterien jahrelang in ihren äußeren Geschlechtsorganen beherbergen und übertragen.
Es gibt drei allgemeine Krankheitsgrade bei Stuten:
Akut: Die aktive Entzündung der Gebärmutter verursacht einen sichtbaren, dicken, milchigen und schleimigen Scheidenausfluss zehn bis 14 Tage nach dem Deckakt.
Chronisch: Die mildere Gebärmutterentzündung verursacht weniger Scheidenausfluss; die Infektion ist allerdings schwieriger zu eliminieren.
Träger: Die Bakterien sind im Geschlechtstrakt etabliert. Die Stute, obwohl symptomlos, ist immer noch infektiös und kann für mehrere Monate oder länger Trägerin bleiben.
Zwei der häufigsten Geschlechtskrankheiten bei Stuten werden von den Bakterien Klebsiella und Pseudomonas verursacht. Klinisch sind diese Infektionen kaum von der CEM zu unterscheiden. Als sicherer Beweis der CEM gilt nur der Nachweis von Taylorella equigenitalis im Labor.

## Diagnostik
Zur Diagnostik werden bei Stuten Abstriche vom Gebärmutterhals oder der Gebärmutterschleimhaut während der Rosse oder aus der Kitzlergrube bzw. den Kitzlereinbuchtungen genommen. Bei Hengsten wird der Abstrich von der Penisvorhaut, der Eichelgrube oder der Harnröhreneinbuchtung genommen. Die Proben müssen in einem Aimes-Transportmedium (mit Aktivkohle) bei 4–6 °C gekühlt werden und innerhalb von 48 Stunden ins Labor geschickt werden.
Bei Stuten können auch mehrere serologische Bluttests verwendet werden, um Antikörper gegen die Bakterien zu diagnostizieren. Bei Hengsten werden keine Antikörper gebildet.

## Behandlung
Die Stute kann erfolgreich behandelt werden, bis die Gebärmutter keine Spuren von Taylorella equigenitalis mehr enthält. Dies dauert allerdings mehrere Monate. Die äußeren Geschlechtsorgane von Stute und Hengst können mit Desinfektionsmitteln und Antibiotika behandelt werden. Einmal täglich fünf Tage lang sollten die äußeren Geschlechtsorgane vorsichtig mit 2 %igem Chlorhexidin in einer milden Waschlösung gereinigt und anschließend mit warmer Kochsalzlösung gespült werden. Die äußeren Geschlechtsorgane  sollen anschließend mit einer antibiotischen Salbe, wie zum Beispiel Nitrofurazon, eingerieben werden.

## Vorbeugung und Kontrolle
Beim Handling mit Stuten und Hengsten sollte strikte Hygiene eingehalten werden (Einmalhandschuhe, die nach jedem Pferd gewechselt werden, saubere und sterile Instrumente).
In Deutschland zählt die Ansteckende Gebärmuttersentzündung des Pferde zu den meldepflichtigen Tierkrankheiten.